# Kick I
Kick I (estilizado como KiCk i) es el cuarto álbum de estudio de la productora venezolana de música electrónica Arca. Grabado entre las ciudades de Barcelona y Londres, el álbum fue lanzado el 26 de junio de 2020 a través de XL Recordings. Kick I fue presentado con cuatro sencillos: «Nonbinary», «Time», «Mequetrefe» y «KLK», este último junto con Rosalía. Incluye también colaboraciones con Björk, Shygirl y Sophie. El álbum fue nominado a Mejor álbum de dance/electrónica en la 63.ª edición de los premios Grammy.

## Lanzamiento
El 8 de marzo de 2020, poco después del lanzamiento de la mezcla «@@@@@», Arca reveló a Garage Magazine que lanzaría su próximo álbum en el verano y que contaría con colaboraciones de las cantantes Björk y Rosalía.
Luego, el 23 de junio de 2020, el álbum fue filtrado en un chat-service portugués para luego ser subido a drive y otras plataformas. Los 12 tracks filtrados coinsidían con las canciones enseñadas por Arca en su set "Mutant:Faith show at The Shed", en septiembre de 2019.
El 20 de mayo de 2020, Arca anunció a través de las redes sociales la fecha de lanzamiento del álbum, así como su lista de canciones y portada, que fue diseñada por el artista catalán Carlos Guerrero, Carlos Sáez y ella misma.

## Composición
Kick I es un álbum de avant-pop, IDM, deconstructed club y pop experimental que toma influencia del reguetón, bubblegum electro, música industrial, electropop, trap, R&B y música psicodélica. Es una desviación del anterior trabajo ambient de Arca hacia melodías más pop; Charles Lyons-Burt de Slant Magazine lo ha descrito como un «álbum pop anti-pop». La voz operística presentada en su anterior álbum, Arca (2017), se puede observar en «No queda nada» y «Calor». La mayor parte del álbum utiliza las letras como «elementos de textura en lugar de vehículos para transmitir ideas o historias» y presenta un uso intensivo del rap. El álbum toca cuestiones sobre la identidad, tanto de género como cultural. La declaración de Arca como una mujer trans no binaria fue una gran influencia en el álbum, especialmente en la primera canción y sencillo principal, «Nonbinary».

## Recepción crítica
Kick I fue recibido con críticas generalmente positivas. En Metacritic, que asigna una calificación normalizada de 100 a reseñas de publicaciones profesionales, el álbum recibió una calificación promedio de 76, basada en 16 críticas profesionales. AnyDecentMusic? le dio una calificación de 7.8 de 10 basada en su valoración del consenso de la crítica.
Chal Ravens, escribiendo para Pitchfork, describió el álbum como «la música [de Arca] más accesible hasta la fecha» y elogió la mayor confianza de Arca, aunque le hubiera gustado que se ponga más foco en las letras. Kaelen Bell de Exclaim! llamó al álbum la «hermana mayor» de la mixtape de Charli XCX, Pop 2 (2017), en su fusión de pop y música experimental. Tom Hull le dio al álbum una calificación de B+ y lo describió como «pícaro, artístico, arcano» y dijo que hay en él «hay algo bastante único».
| Publicación | Reconocimiento                                          | Posición | Ref(s).       |
| ----------- | ------------------------------------------------------- | -------- | ------------- |
| AllMusic    | Álbumes de electrónica favoritos                        | N/A      | [ 22 ]        |
| Bleep       | Top 10 álbumes del año 2020                             | 1        | [ 23 ] [ 24 ] |
| Jenesaispop | Los mejores discos de 2020                              | 44       | [ 25 ]        |
| Pitchfork   | Los 50 mejores álbumes de 2020                          | 40       | [ 26 ]        |
| Stereogum   | Los 50 mejores álbumes de 2020 hasta el momento (junio) | 21       | [ 27 ]        |
| Stereogum   | Los 50 mejores álbumes de 2020                          | 32       | [ 28 ]        |

## Premios y nominaciones
| Año  | Organización   | Premio                           | Resultado | Ref.   |
| ---- | -------------- | -------------------------------- | --------- | ------ |
| 2021 | Premios Grammy | Mejor álbum de dance/electrónica | Nominado  | [ 29 ] |

## Lista de canciones
Todas las canciones están escritas y producidas por Alejandra Ghersi, a menos que se indique lo contrario.
| Edición estándar |                          |                                                  |                  |          |  |
| N.º              | Título                   | Escritor(es)                                     | Productor(es)    | Duración |  |
| 1.               | «Nonbinary»              |                                                  |                  | 2:19     |  |
| 2.               | «Time»                   |                                                  |                  | 2:45     |  |
| 3.               | «Mequetrefe»             |                                                  |                  | 2:20     |  |
| 4.               | «Riquiquí»               |                                                  |                  | 2:39     |  |
| 5.               | «Calor»                  |                                                  |                  | 3:32     |  |
| 6.               | «Afterwards» (con Björk) | Arca Björk Guðmundsdóttir                        |                  | 4:02     |  |
| 7.               | «Watch» (con Shygirl)    | Arca Shygirl                                     |                  | 2:28     |  |
| 8.               | «KLK» (con Rosalía)      | Arca Cardopusher Rosalía Vila Tobella (letrista) | Arca Cardopusher | 3:47     |  |
| 9.               | «Rip the Slit»           |                                                  |                  | 2:54     |  |
| 10.              | «La chíqui» (con Sophie) | Arca Sophie (letrista)                           | Arca Sophie      | 2:47     |  |
| 11.              | «Machote»                |                                                  |                  | 2:57     |  |
| 12.              | «No queda nada»          |                                                  |                  | 5:37     |  |
| 38:07            |                          |                                                  |                  |          |  |

| Edición japonesa (bonus track) |           |          |  |
| N.º                            | Título    | Duración |  |
| 13.                            | «Mirrors» | 7:53     |  |
| 46:00                          |           |          |  |

Créditos de sampleo
- «Afterwards» contiene elementos del poema «Anoche cuando dormía» de Antonio Machado.
- «Machote» contiene elementos de «Quiero una chica» de Latin Dreams.

## Créditos y personal
La lista está adaptada de Tidal.
- Arca – producción, composición, voz, imagen de portada, diseño
- Carlos Sáez – arreglos adicionales (pistas 8, 11)
- Jake Miller – ingeniería vocal (pista 6)
- Alex Epton – mezcla
- Enyang Urbiks – masterización
- Carlotta Guerrero – imagen de portada
- Leo Foo – fotografía en vivo
- Alex Raduan – fotografía en blanco y negro
- Roberto Rud – fotografía
- Alfie Allen – diseño

## Historial de lanzamiento
| Región      | Fecha               | Edición  | Formato(s)                 | Discográfica | Ref(s).       |
| ----------- | ------------------- | -------- | -------------------------- | ------------ | ------------- |
| Varios      | 26 de junio de 2020 | Estándar | Descarga digital streaming | XL           | [ 9 ]         |
| Reino Unido | 17 de julio de 2020 | Estándar | CD LP                      | XL           |               |
| Japón       | 31 de julio de 2020 | Deluxe   | CD                         | XL           | [ 32 ] [ 31 ] |